# Streptococcus canis
Streptococcus canis é uma espécie beta-hemolítica do grupo G de Streptococcus. Foi isolado pela primeira vez em cães, dando à bactéria seu nome. Essas bactérias são caracteristicamente diferentes de Streptococcus dysgalactiae, que é uma espécie humana específica do grupo G que possui uma composição química fenotípica diferente. O S. canis é importante para a saúde da pele e mucosas de cães e gatos, mas em determinadas circunstâncias, essas bactérias podem causar infecções oportunistas. Essas infecções eram conhecidas por afligir cães e gatos antes da descrição formal da espécie em Devriese et al., 1986. No entanto, estudos adicionais revelaram casos de infecção em outras espécies de mamíferos, incluindo bovinos e até humanos. Os casos de mortalidade por S. canis em humanos são muito baixos com apenas alguns casos relatados, enquanto casos reais de infecção podem ser subnotificados devido a caracterizações errôneas da bactéria como S. dysgalactiae. Esta espécie, em geral, é altamente suscetível a antibióticos, e planos para desenvolver uma vacina para prevenir infecções humanas estão sendo considerados.
Os quatro sorogrupos de estreptococos hemolíticos identificados em cães domesticados pertencem aos grupos de Lancefield A, C, E e G. Destes quatro, S. canis é descrito como pertencente ao grupo G por ser um beta-hemolítico e aesculina -Streptococcus negativo que é capaz de fermentar a lactose. Essas bactérias são conhecidas por fazerem parte da flora natural do trato respiratório de cães e gatos. Esta bactéria foi originalmente isolada de cães e foi diferenciada de S. dysgalactiae, que é o Streptococus do grupo G de origem humana. S. canis é conhecido por infectar uma variedade de espécies de mamíferos, incluindo cães, gatos, martas, camundongos, coelhos, raposas, gado e até humanos.
| Atividade ou produção                | Cepas humanas ( S. dysgalactiae ) | Linhagens animais ( S. canis ) |
| ------------------------------------ | --------------------------------- | ------------------------------ |
| Hialuronidase                        | +                                 | -                              |
| Fibrinolisina                        | +                                 | -                              |
| α-Galactosidase                      | -                                 | +                              |
| β-Galactosidase                      | -                                 | +                              |
| β-Glucuronidase                      | +                                 | -                              |
| Ácido produzido a partir de trealose | +                                 | -                              |
| Ácido produzido a partir da lactose  | +/-                               | +                              |
| Metil-D-glucopiranosídeo             | +/-                               | +                              |

## Infecções bacterianas

### Infecções em cães e gatos
O S. canis é considerado uma parte importante da microbiota saudável de cães e gatos, promovendo a saúde da pele e mucosas. No entanto, apesar desses benefícios sob certas circunstâncias, cepas dessa bactéria foram relatadas como causadoras de doenças em uma variedade de mamíferos. Quando ocorre infecção oportunista, o tratamento com antibióticos é muito bem sucedido na eliminação da doença e na prevenção da mortalidade devido aos baixos níveis de resistência nesta espécie. Durante a infecção, sabe-se que a bactéria causa sepse neonatal, aborto e celulite em cães. Além disso, o S. canis também é responsável pela síndrome do choque tóxico estreptocócico (STSS) e fasceíte necrosante (NF). No entanto, tem sido contestado se STSS e NF são causados apenas por infecção por S. canis ou se é induzido pelo tratamento de cães com fluoroquinolona durante a infecção. Em outros mamíferos, o patógeno pode causar linfadenite, artrite, febre, mastite, infecções de feridas e outras condições que variam dependendo da espécie hospedeira. A possibilidade de um surto aumenta para animais muito jovens, muito velhos, confinados a uma área densamente povoada ou que permanecem confinados por longos períodos de tempo. Vários surtos fatais foram relatados entre gatos de abrigos devido à suscetibilidade de muitos dos gatos e à proximidade de indivíduos dentro de um abrigo. O desenvolvimento da doença pode ocorrer rapidamente e os sintomas em gatos incluem ulceração da pele, infecção respiratória crônica e sinusite necrosante. A persistência e disseminação dessas bactérias em uma área confinada pode levar tanto à sepse quanto à morte, resultando rapidamente em níveis extremamente altos de mortalidade entre gatos suscetíveis. Casos semelhantes foram relatados para cães; no entanto, os níveis de mortalidade foram consideravelmente mais baixos.
"Até 70-100% das rainhas jovens em gatis de reprodução podem carregar esta bactéria na vagina, resultando na infecção dos gatinhos, mas também na transferência de imunidade passiva contra S. canis via colostro."

### Vacina
"Embora tenham sido feitas tentativas, não há vacinas S. zooepidemicus disponíveis para qualquer espécie."

### Infecções em bovinos
As ocorrências de Streptococcus do grupo G em animais estão principalmente associadas ao S. canis, que normalmente infecta cães e gatos domesticados. No entanto, o patógeno pode ser transferido horizontalmente para outros animais domesticados de qualquer um desses dois animais. Um exemplo documentado dessa transferência ocorreu em uma fazenda no centro de Nova York entre um gato que apresentava sinusite crônica e uma vaca leiteira. Esta transferência resultou em mastite por S. canis no úbere da vaca, que parecia normal, levando a um diagnóstico prolongado. A transferência horizontal adicional de doenças para outras vacas do rebanho foi facilitada devido a procedimentos inadequados de manejo da saúde do úbere, que incluíam o uso de um pano comum para limpar os úberes das vacas após a ordenha e a falha no uso de técnicas de desinfecção. Um surto de mastite por S. canis ocorreu a partir dessas transferências, mas foi controlado por meio de tratamentos com antibióticos e técnicas de prevenção. Não limitado a cepas nos Estados Unidos, casos de mastite bovina devido a S. canis foram relatados em outras áreas. Tanto na Alemanha quanto em Israel, surtos semelhantes ocorreram devido à transferência horizontal da doença de um gato ou cachorro domesticado, mas durante o surto de Israel, as vacas foram examinadas clinicamente para determinar a suscetibilidade do patógeno a vários antibióticos. A partir deste estudo, as bactérias foram sensíveis à cefalotina e parcialmente resistentes à penicilina .

### Infecção humana
A ocorrência de S. canis foi pensada durante anos como limitada a cães e gatos com casos raros de infecção em bovinos e outros animais. No entanto, foi relatado que forma complexos com albumina humana através da formação de sítios de ligação. Essa capacidade de se ligar à albumina em humanos, além da capacidade de ligação previamente estudada em animais domesticados, forneceu fortes evidências experimentais de que a doença poderia ser transferida verticalmente para humanos. Casos médicos suportam que humanos sob certas circunstâncias podem ser infectados. Tais infecções podem não ter sido descobertas no passado devido a dificuldades em caracterizar a composição bioquímica deste patógeno em comparação com as espécies conhecidas que infectam humanos, como S. dysgalactiae . Um idoso dono de um cachorro foi internado no hospital após apresentar mal-estar, febre e taquicardia, sendo tratado com antibióticos até se recuperar. As úlceras varicosas presentes em suas pernas foram posteriormente determinadas como pontos de entrada para a doença, transferidas de seu cão, levando assim aos seus sintomas. Em outro caso de infecção humana, uma mulher idosa foi inicialmente internada no hospital após uma leve contusão na sobrancelha e readmitida alguns dias depois com febre alta. A análise médica determinou que sua febre era o resultado de meningite e sepse que levaram à morte da paciente após a falha dos antibióticos. Suporte adicional para a possibilidade de infecções por S. canis em humanos foi fornecido por vários casos que ligam a ocorrência da doença à posse de cães em homens idosos. Nesses casos, todos os homens tinham histórico de úlceras nos membros inferiores, que funcionavam como porta de entrada para a transmissão de bactérias do trato respiratório dos cães. Essa história, combinada com a exposição contínua de cães domésticos, levou à transmissão da doença e à manifestação de sintomas que exigiram atenção médica.

### Desenvolvimento de vacinas
A análise da biblioteca genômica de S. canis levou à identificação de um novo antígeno protetor estreptocócico (SPA) associado à bactéria. Este SPA pode ser um componente importante de uma vacina para prevenir infecções futuras, com base em aplicações bem sucedidas de um anti-soro em um modelo de camundongo.